# フロイラ・ツァラム
デイム・フロイラ・ツァラム（Dame Froyla Tzalam）は、ベリーズのモパン族出身の人類学者。2021年から同国総督を務める。イギリス連邦史上、マヤ人初の総督である。

## 経歴

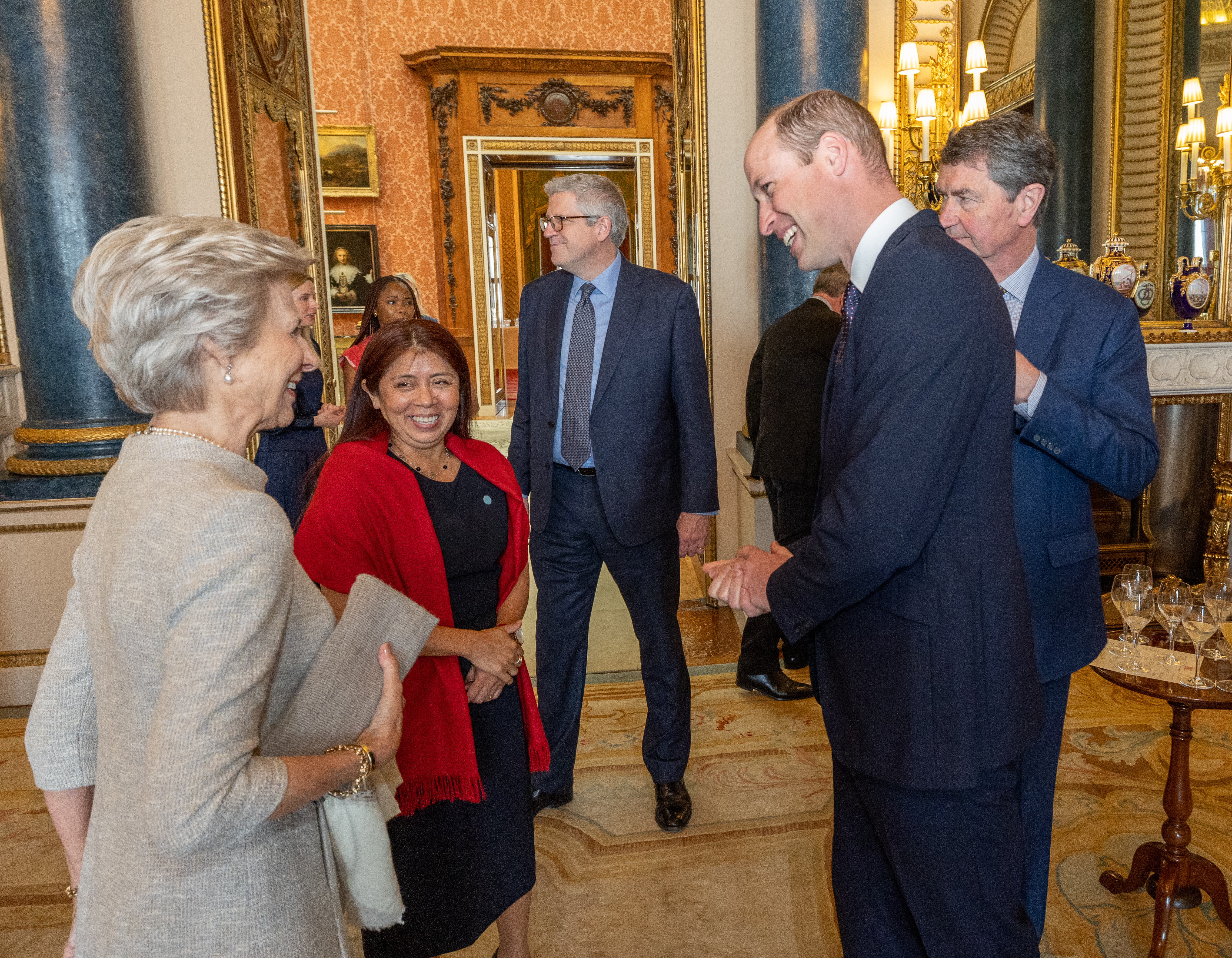
2023年に執り行われたチャールズ3世とカミラの戴冠式に出席したツァラム（中央）、ウィリアム皇太子（右）

トレド郡サンアントニオ村で誕生。トリニティ大学で人類学の学士号を取得後、サセックス大学で農村開発学の修士号を取得。
長らく、サルストゥーン・テマシュ先住民族区管理センターの専務取締役に就任。2017年1月に上院への総督指名の最終選考に残ったが、管理センターの職務に専念するため、総督指名を辞退。
2021年4月22日にジョニー・ブリセーニョ首相はコルビル・ヤング総督の後任として、ツァラムが次期ベリーズ総督に指名されたと発表。ツァラムは2人目の女性総督となった。2022年3月21日、ツァラムはベリーズのプラチナジュビリーツアー中に、ツアーを欠席した女王エリザベス2世の名代となったケンブリッジ公爵ウィリアム王子からGCMGを授与された。
2022年9月に執り行われたエリザベス2世国葬では、ベリーズ代表として参列。エリザベス2世のことを「彼女は慈悲深く、尊敬していた。社会変化において、最も重要な人物だった」と哀悼の意を示した。2023年のチャールズ3世とカミラの戴冠式にフランシス・フォンセカ下院議員と共に参列。